# Monolophosaurus
Monolophosaurus é um gênero de dinossauro terópode tetanurano bípede que viveu durante o período Jurássico, entre 166 e 160 milhões de anos. Media cerca de cinco metros de comprimento e pesava cerca de 475 kg. Viveu na Ásia, sendo descoberto na China em 1981 por Dong Zhiming, sendo nomeado e descrito em 1994 por Zhao Xijin e Philip J. Currie.

## Descoberta

O holótipo restaurado de M. jiangi, em exibição no Museu Paleozoológico da China

Um esqueleto quase completo de um terópode novo para a ciência foi descoberto por Dong Zhiming em 1981, durante a exploração estratigráfica para o benefício da indústria do petróleo. O fóssil, porém, não foi desencavado até 1984. Em 1987, antes da descrição na literatura científica, foi referido na imprensa como Jiangjunmiaosaurus, um nomen nudum (inválido). Em 1992 foi mencionado por Dong Zhiming como Monolophosaurus jiangjunmiaoi, e em 1993 por Wayne Grady como Monolophosaurus dongi.
Em 1993/1994, Zhao Xijin e Philip John Currie nomearam e descreveram a espécie tipo Monolophosaurus jiangi. O nome genérico é derivado do grego μόνος, monos, "único", e λόφος ou λόφη, lophos/lophè, "crista", em referência à única crista no focinho. O nome específico refere-se a Jiangjunmiao, uma pousada deserta abandonada perto da qual o fóssil foi encontrado.
O holótipo IVPP 84019 foi descoberto na Bacia do Zungar, em camadas da Formação Wucaiwan que datam do Batoniano-Calloviano. Consiste em um esqueleto bastante completo, incluindo o crânio, maxilar inferior, coluna vertebral e pelve. Faltam a parte posterior da cauda, a cintura escapular e os membros. Representa um indivíduo adulto ou subadulto.[2] O espécime-tipo foi restaurado com gesso para ser usado em uma exposição itinerante. Seu lado esquerdo estava envolto em espuma, o que dificultou estudos posteriores. Foi feita uma reconstrução dos elementos que faltavam para criar moldes de montagens esqueléticas completas. Em 2010, dois estudos de Stephen Brusatte, et al redescreveram o holótipo, na época ainda o único espécime conhecido, em detalhes.
Em 2006, Thomas Carr sugeriu que Guanlong, outro terópode com uma crista grande, fina e fenestrada na linha média e da mesma formação, era de fato um indivíduo subadulto de Monolophosaurus. Normalmente, Guanlong era considerado um tiranossauróide proceratossaurídeo, mas Carr realizou uma análise na qual ambos os espécimes agrupavam-se e eram alossauroides. Mais conservadoramente, em 2010, Gregory S. Paul renomeou Guanlong para uma espécie de Monolophosaurus, Monolophosaurus wucaii, presumindo que os taxóns podem ser espécies irmãs. Em 2010, Brusatte et al rejeitou a identidade, apontando que o holótipo Guanlong era na verdade um indivíduo totalmente adulto.

## Descrição

Tamanho comparado

O tipo e único indivíduo conhecido foi estimado em cinco metros. Em 2010, Paul estimou o comprimento em 5,5 metros e o peso em 475 kg.
Vários traços distintivos foram estabelecidos. O focinho em sua linha média carrega uma grande crista, cuja frente é formada pelo osso praemaxillano. Continua atrás das nasais e lacrimais; sua parte traseira toca os frontais. O topo da crista corre paralelo à borda superior da mandíbula. Cada um dos ramos ascendentes dos praemaxillae tem uma parte traseira bifurcada. O lado da pré-maxila apresenta um sulco profundo que vai de uma abertura no ramo ascendente até uma abertura abaixo da narina. Dentro da depressão ao redor do lado posterior superior da narina estão presentes duas aberturas pneumáticas, de tamanho desigual. O ramo posterior do lacrimal, acima da cavidade ocular, tem um processo distinto em forma de machadinha apontando para cima. Os frontais combinados são retangulares e alongados com uma relação comprimento:largura de 1,67.

### Crânio

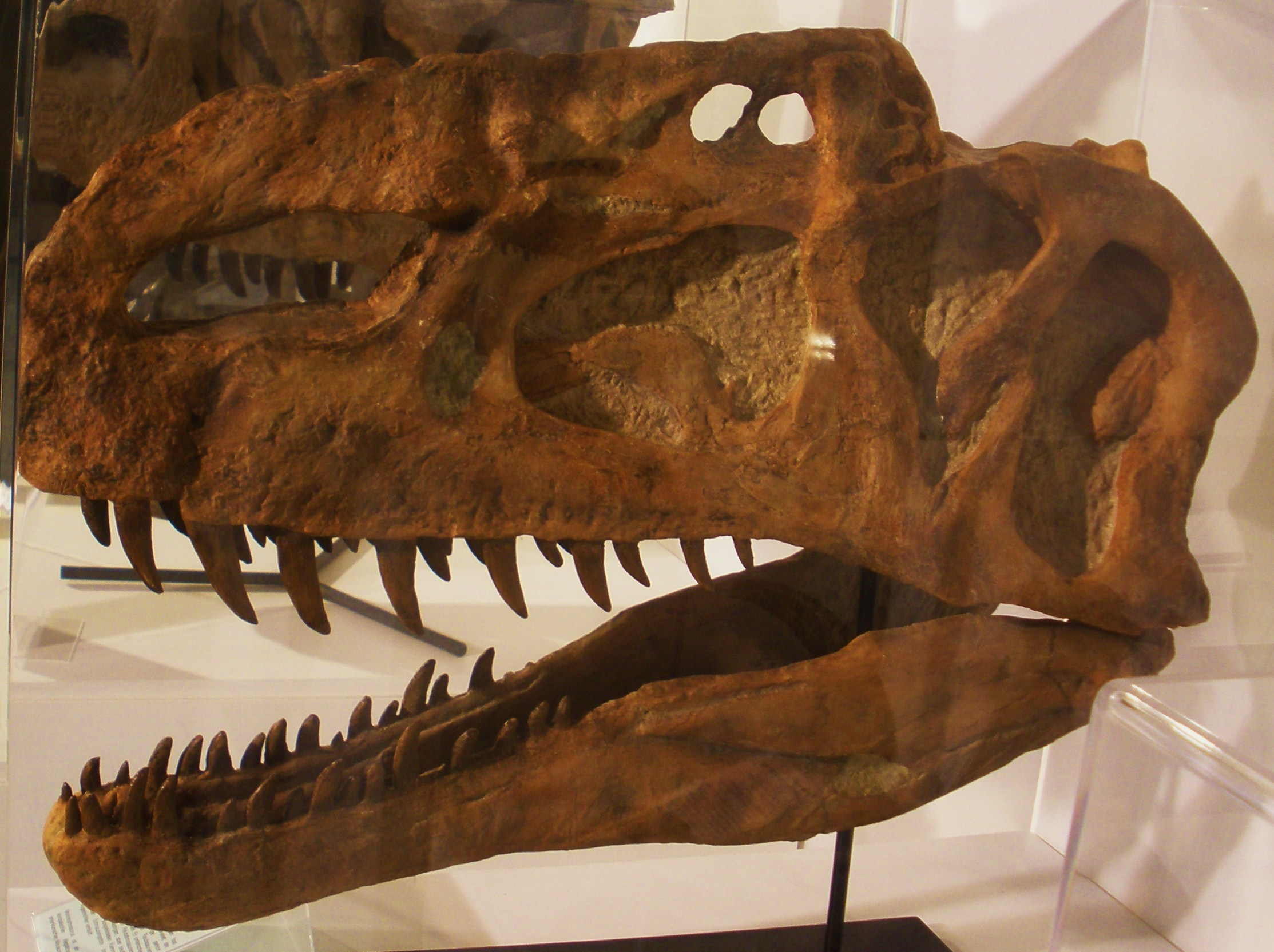
Amostra de perfil do crânio

O crânio do holótipo tem um comprimento de oitenta centímetros. É bastante plano, mas isso é obscurecido pela presença de uma grande crista no focinho ocupando cerca de três quartos do comprimento do crânio, atingindo o nível das órbitas oculares. Brotando da pré-maxila na ponta do focinho, a crista é formada em grande parte pelos ossos nasais. Transversalmente tem secção triangular com base larga e topo mais estreito; isso não forma uma crista, no entanto, mas tem uma superfície superior plana. O lado da crista nasal é muito rugoso com uma série de saliências e inchaços. O osso nasal contribui para a parte posterior superior da depressão ao redor da fenestra antorbital. Esta área mostra uma série de aberturas pneumáticas ou pneumatóporos, por onde os divertículos dos sacos de ar entraram no osso. Na frente estão presentes dois pequenos forames, mais para trás duas grandes aberturas ovais horizontais. As tomografias mostraram que internamente o osso nasal é fortemente pneumatizado, com grandes câmaras de ar. Também o osso jugal é pneumatizado. O lacrimal é em forma de I. Tem um ramo ascendente formando a borda posterior vertical da crista; devido à seção transversal triangular, esse ramo é inclinado em direção à linha média do crânio. O lado externo superior desta ramificação forma uma saliência retangular. Atrás da cavidade ocular, no pós-orbital, outro chifre menor está presente. Os ossos frontais não contribuem para a crista; eles são únicos entre os Theropoda por terem uma forma retangular combinada em vez de triangular, devido à posição posterior da parte traseira da crista.

## Classificação

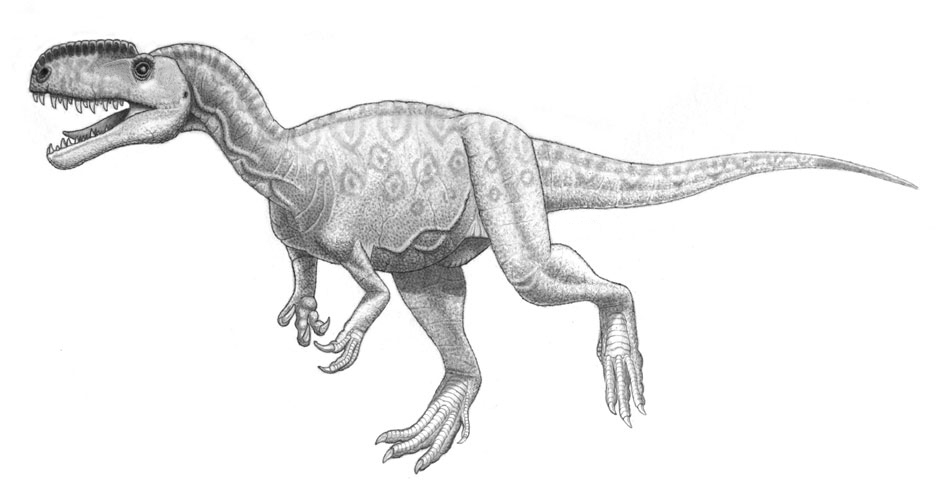
Representação do animal em vida

Monolophosaurus foi originalmente denominado um "megalossauro" e muitas vezes desde então tem sido sugerido para ser um alossauróide. Smith e equipe (2007) foram os primeiros em sua publicação a considerarem que o Monolophosaurus é um tetanurano não-neotetanurano, observando que muitos caracteres anteriormente considerados exclusivos de Allosauroidea têm uma distribuição mais ampla. Além disso, Zhao et al. em 2010 observou várias características primitivas do esqueleto sugerindo que o Monolophosaurus poderia ser um dos dinossauros tetanuros mais basais. Benson (2008, 2010) colocou Monolophosaurus em um clado com Chuandongocoelurus que é mais basal que as famílias Megalosauridae e Spinosauridae em Megalosauroidea. Mais tarde, Benson et al. (2010) encontraram o clado Chuandongocoelurus/Monolophosaurus fora de Megalosauroidea e Neotetanurae, perto da base de Tetanurae. Uma filogenia de 2012 encontrou Monolophosaurus e Chuandongocoelurus, embora não como taxon irmã, para formar um grupo fora de grupos mais derivados na base de Tetanurae.
O seguinte cladograma é baseado na análise filogenética realizada por Carrano em 2012, mostrando as relações do Monolophosaurus:

|  | Dilophosaurus                                                                  |
|  |                                                                                |
|  | \| \| Coelophysis bauri \| \| \| \| \| \| Coelophysis rhodesiensis \| \| \| \| |
|  |                                                                                |
|  | Coelophysis bauri                                                              |
|  |                                                                                |
|  | Coelophysis rhodesiensis                                                       |
|  |                                                                                |

|  | Coelophysis bauri        |
|  |                          |
|  | Coelophysis rhodesiensis |
|  |                          |

|  | Ceratosaurus                                                    |
|  |                                                                 |
|  | \| \| Majungasaurus \| \| \| \| \| \| Masiakasaurus \| \| \| \| |
|  |                                                                 |
|  | Majungasaurus                                                   |
|  |                                                                 |
|  | Masiakasaurus                                                   |
|  |                                                                 |

|  | Majungasaurus |
|  |               |
|  | Masiakasaurus |
|  |               |

|  | Ceratosaurus                                                    |
|  |                                                                 |
|  | \| \| Majungasaurus \| \| \| \| \| \| Masiakasaurus \| \| \| \| |
|  |                                                                 |
|  | Majungasaurus                                                   |
|  |                                                                 |
|  | Masiakasaurus                                                   |
|  |                                                                 |

|  | Majungasaurus |
|  |               |
|  | Masiakasaurus |
|  |               |

|           | Monolophosaurus                                                  |
|           |                                                                  |
| Orionides | \| \| Megalosauroidea \| \| \| \| \| \| Avetheropoda \| \| \| \| |
|           | \| \| Megalosauroidea \| \| \| \| \| \| Avetheropoda \| \| \| \| |
|           | Megalosauroidea                                                  |
|           |                                                                  |
|           | Avetheropoda                                                     |
|           |                                                                  |

|  | Megalosauroidea |
|  |                 |
|  | Avetheropoda    |
|  |                 |

|           | Monolophosaurus                                                  |
|           |                                                                  |
| Orionides | \| \| Megalosauroidea \| \| \| \| \| \| Avetheropoda \| \| \| \| |
|           | \| \| Megalosauroidea \| \| \| \| \| \| Avetheropoda \| \| \| \| |
|           | Megalosauroidea                                                  |
|           |                                                                  |
|           | Avetheropoda                                                     |
|           |                                                                  |

|  | Megalosauroidea |
|  |                 |
|  | Avetheropoda    |
|  |                 |

|           | Monolophosaurus                                                  |
|           |                                                                  |
| Orionides | \| \| Megalosauroidea \| \| \| \| \| \| Avetheropoda \| \| \| \| |
|           | \| \| Megalosauroidea \| \| \| \| \| \| Avetheropoda \| \| \| \| |
|           | Megalosauroidea                                                  |
|           |                                                                  |
|           | Avetheropoda                                                     |
|           |                                                                  |

|  | Megalosauroidea |
|  |                 |
|  | Avetheropoda    |
|  |                 |

|           | Monolophosaurus                                                  |
|           |                                                                  |
| Orionides | \| \| Megalosauroidea \| \| \| \| \| \| Avetheropoda \| \| \| \| |
|           | \| \| Megalosauroidea \| \| \| \| \| \| Avetheropoda \| \| \| \| |
|           | Megalosauroidea                                                  |
|           |                                                                  |
|           | Avetheropoda                                                     |
|           |                                                                  |

|  | Megalosauroidea |
|  |                 |
|  | Avetheropoda    |
|  |                 |

|  | Ceratosaurus                                                    |
|  |                                                                 |
|  | \| \| Majungasaurus \| \| \| \| \| \| Masiakasaurus \| \| \| \| |
|  |                                                                 |
|  | Majungasaurus                                                   |
|  |                                                                 |
|  | Masiakasaurus                                                   |
|  |                                                                 |

|  | Majungasaurus |
|  |               |
|  | Masiakasaurus |
|  |               |

|  | Ceratosaurus                                                    |
|  |                                                                 |
|  | \| \| Majungasaurus \| \| \| \| \| \| Masiakasaurus \| \| \| \| |
|  |                                                                 |
|  | Majungasaurus                                                   |
|  |                                                                 |
|  | Masiakasaurus                                                   |
|  |                                                                 |

|  | Majungasaurus |
|  |               |
|  | Masiakasaurus |
|  |               |

|           | Monolophosaurus                                                  |
|           |                                                                  |
| Orionides | \| \| Megalosauroidea \| \| \| \| \| \| Avetheropoda \| \| \| \| |
|           | \| \| Megalosauroidea \| \| \| \| \| \| Avetheropoda \| \| \| \| |
|           | Megalosauroidea                                                  |
|           |                                                                  |
|           | Avetheropoda                                                     |
|           |                                                                  |

|  | Megalosauroidea |
|  |                 |
|  | Avetheropoda    |
|  |                 |

|           | Monolophosaurus                                                  |
|           |                                                                  |
| Orionides | \| \| Megalosauroidea \| \| \| \| \| \| Avetheropoda \| \| \| \| |
|           | \| \| Megalosauroidea \| \| \| \| \| \| Avetheropoda \| \| \| \| |
|           | Megalosauroidea                                                  |
|           |                                                                  |
|           | Avetheropoda                                                     |
|           |                                                                  |

|  | Megalosauroidea |
|  |                 |
|  | Avetheropoda    |
|  |                 |

|           | Monolophosaurus                                                  |
|           |                                                                  |
| Orionides | \| \| Megalosauroidea \| \| \| \| \| \| Avetheropoda \| \| \| \| |
|           | \| \| Megalosauroidea \| \| \| \| \| \| Avetheropoda \| \| \| \| |
|           | Megalosauroidea                                                  |
|           |                                                                  |
|           | Avetheropoda                                                     |
|           |                                                                  |

|  | Megalosauroidea |
|  |                 |
|  | Avetheropoda    |
|  |                 |

|           | Monolophosaurus                                                  |
|           |                                                                  |
| Orionides | \| \| Megalosauroidea \| \| \| \| \| \| Avetheropoda \| \| \| \| |
|           | \| \| Megalosauroidea \| \| \| \| \| \| Avetheropoda \| \| \| \| |
|           | Megalosauroidea                                                  |
|           |                                                                  |
|           | Avetheropoda                                                     |
|           |                                                                  |

|  | Megalosauroidea |
|  |                 |
|  | Avetheropoda    |
|  |                 |

|  | Dilophosaurus                                                                  |
|  |                                                                                |
|  | \| \| Coelophysis bauri \| \| \| \| \| \| Coelophysis rhodesiensis \| \| \| \| |
|  |                                                                                |
|  | Coelophysis bauri                                                              |
|  |                                                                                |
|  | Coelophysis rhodesiensis                                                       |
|  |                                                                                |

|  | Coelophysis bauri        |
|  |                          |
|  | Coelophysis rhodesiensis |
|  |                          |

|  | Ceratosaurus                                                    |
|  |                                                                 |
|  | \| \| Majungasaurus \| \| \| \| \| \| Masiakasaurus \| \| \| \| |
|  |                                                                 |
|  | Majungasaurus                                                   |
|  |                                                                 |
|  | Masiakasaurus                                                   |
|  |                                                                 |

|  | Majungasaurus |
|  |               |
|  | Masiakasaurus |
|  |               |

|  | Ceratosaurus                                                    |
|  |                                                                 |
|  | \| \| Majungasaurus \| \| \| \| \| \| Masiakasaurus \| \| \| \| |
|  |                                                                 |
|  | Majungasaurus                                                   |
|  |                                                                 |
|  | Masiakasaurus                                                   |
|  |                                                                 |

|  | Majungasaurus |
|  |               |
|  | Masiakasaurus |
|  |               |

|           | Monolophosaurus                                                  |
|           |                                                                  |
| Orionides | \| \| Megalosauroidea \| \| \| \| \| \| Avetheropoda \| \| \| \| |
|           | \| \| Megalosauroidea \| \| \| \| \| \| Avetheropoda \| \| \| \| |
|           | Megalosauroidea                                                  |
|           |                                                                  |
|           | Avetheropoda                                                     |
|           |                                                                  |

|  | Megalosauroidea |
|  |                 |
|  | Avetheropoda    |
|  |                 |

|           | Monolophosaurus                                                  |
|           |                                                                  |
| Orionides | \| \| Megalosauroidea \| \| \| \| \| \| Avetheropoda \| \| \| \| |
|           | \| \| Megalosauroidea \| \| \| \| \| \| Avetheropoda \| \| \| \| |
|           | Megalosauroidea                                                  |
|           |                                                                  |
|           | Avetheropoda                                                     |
|           |                                                                  |

|  | Megalosauroidea |
|  |                 |
|  | Avetheropoda    |
|  |                 |

|           | Monolophosaurus                                                  |
|           |                                                                  |
| Orionides | \| \| Megalosauroidea \| \| \| \| \| \| Avetheropoda \| \| \| \| |
|           | \| \| Megalosauroidea \| \| \| \| \| \| Avetheropoda \| \| \| \| |
|           | Megalosauroidea                                                  |
|           |                                                                  |
|           | Avetheropoda                                                     |
|           |                                                                  |

|  | Megalosauroidea |
|  |                 |
|  | Avetheropoda    |
|  |                 |

|           | Monolophosaurus                                                  |
|           |                                                                  |
| Orionides | \| \| Megalosauroidea \| \| \| \| \| \| Avetheropoda \| \| \| \| |
|           | \| \| Megalosauroidea \| \| \| \| \| \| Avetheropoda \| \| \| \| |
|           | Megalosauroidea                                                  |
|           |                                                                  |
|           | Avetheropoda                                                     |
|           |                                                                  |

|  | Megalosauroidea |
|  |                 |
|  | Avetheropoda    |
|  |                 |

|  | Ceratosaurus                                                    |
|  |                                                                 |
|  | \| \| Majungasaurus \| \| \| \| \| \| Masiakasaurus \| \| \| \| |
|  |                                                                 |
|  | Majungasaurus                                                   |
|  |                                                                 |
|  | Masiakasaurus                                                   |
|  |                                                                 |

|  | Majungasaurus |
|  |               |
|  | Masiakasaurus |
|  |               |

|  | Ceratosaurus                                                    |
|  |                                                                 |
|  | \| \| Majungasaurus \| \| \| \| \| \| Masiakasaurus \| \| \| \| |
|  |                                                                 |
|  | Majungasaurus                                                   |
|  |                                                                 |
|  | Masiakasaurus                                                   |
|  |                                                                 |

|  | Majungasaurus |
|  |               |
|  | Masiakasaurus |
|  |               |

|           | Monolophosaurus                                                  |
|           |                                                                  |
| Orionides | \| \| Megalosauroidea \| \| \| \| \| \| Avetheropoda \| \| \| \| |
|           | \| \| Megalosauroidea \| \| \| \| \| \| Avetheropoda \| \| \| \| |
|           | Megalosauroidea                                                  |
|           |                                                                  |
|           | Avetheropoda                                                     |
|           |                                                                  |

|  | Megalosauroidea |
|  |                 |
|  | Avetheropoda    |
|  |                 |

|           | Monolophosaurus                                                  |
|           |                                                                  |
| Orionides | \| \| Megalosauroidea \| \| \| \| \| \| Avetheropoda \| \| \| \| |
|           | \| \| Megalosauroidea \| \| \| \| \| \| Avetheropoda \| \| \| \| |
|           | Megalosauroidea                                                  |
|           |                                                                  |
|           | Avetheropoda                                                     |
|           |                                                                  |

|  | Megalosauroidea |
|  |                 |
|  | Avetheropoda    |
|  |                 |

|           | Monolophosaurus                                                  |
|           |                                                                  |
| Orionides | \| \| Megalosauroidea \| \| \| \| \| \| Avetheropoda \| \| \| \| |
|           | \| \| Megalosauroidea \| \| \| \| \| \| Avetheropoda \| \| \| \| |
|           | Megalosauroidea                                                  |
|           |                                                                  |
|           | Avetheropoda                                                     |
|           |                                                                  |

|  | Megalosauroidea |
|  |                 |
|  | Avetheropoda    |
|  |                 |

|           | Monolophosaurus                                                  |
|           |                                                                  |
| Orionides | \| \| Megalosauroidea \| \| \| \| \| \| Avetheropoda \| \| \| \| |
|           | \| \| Megalosauroidea \| \| \| \| \| \| Avetheropoda \| \| \| \| |
|           | Megalosauroidea                                                  |
|           |                                                                  |
|           | Avetheropoda                                                     |
|           |                                                                  |

|  | Megalosauroidea |
|  |                 |
|  | Avetheropoda    |
|  |                 |